# Letni Puchar Juniorów w narciarstwie alpejskim kobiet 2023
Letni Puchar Juniorów w narciarstwie alpejskim kobiet w sezonie 2023 to kolejna edycja tej imprezy. Cykl rozpoczął się 10 czerwca 2023 r. w austriackim Schwarzenbach, zaś ostatnie zawody z tego cyklu rozegrano w dniach 15–17 września tego samego roku w niemieckim Neudorf.
Obrończynią pucharu była Czeszka Eliška Rejchrtová. Tym razem najlepsza okazała się Austriaczka Tina Hetfleisch.

## Podium zawodów
| Lp.                                                                                  | Data             | Miejscowość               | Konkurencja     | 1. miejsce          | 2. miejsce          | 3. miejsce        |
| ------------------------------------------------------------------------------------ | ---------------- | ------------------------- | --------------- | ------------------- | ------------------- | ----------------- |
| 1.                                                                                   | 10 czerwca 2023  | Schwarzenbach             | Gigant          | Lara Teynor         | Šárka Abrahamová    | Tina Hetfleisch   |
| 2.                                                                                   | 10 czerwca 2023  | Schwarzenbach             | Supergigant     | Tina Hetfleisch     | Šárka Abrahamová    | Emma Eberhardt    |
| 3.                                                                                   | 11 czerwca 2023  | Schwarzenbach             | Slalom          | Tina Hetfleisch     | Emma Eberhardt      | Lara Teynor       |
| 4.                                                                                   | 16 czerwca 2023  | Vrinnevibacken Norrköping | Slalom          | Lara Teynor         | Eliška Rejchrtová   | Tina Hetfleisch   |
| 5.                                                                                   | 17 czerwca 2023  | Vrinnevibacken Norrköping | Slalom          | Emma Eberhardt      | Tina Hetfleisch     | Lara Teynor       |
| 6.                                                                                   | 18 czerwca 2023  | Vrinnevibacken Norrköping | Slalom          | Tina Hetfleisch     | Lara Teynor         | Eliška Rejchrtová |
| 7.                                                                                   | 21 lipca 2023    | Jasenská Dolina           | Supergigant     | Emma Eberhardt      | Eliška Rejchrtová   | Šárka Abrahamová  |
| 8.                                                                                   | 21 lipca 2023    | Jasenská Dolina           | Superkombinacja | Tina Hetfleisch     | Eliška Rejchrtová   | Emma Eberhardt    |
| 9.                                                                                   | 22 lipca 2023    | Jasenská Dolina           | Slalom          | Eliška Rejchrtová   | Tina Hetfleisch     | Emma Eberhardt    |
| 10.                                                                                  | 23 lipca 2023    | Jasenská Dolina           | Gigant          | Johanna Wiesehütter | Lara Teynor         | Chantal Altmann   |
| Letnie Mistrzostwa Świata Juniorów w Narciarstwie Alpejskim 2023 (3–6 sierpnia 2023) |                  |                           |                 |                     |                     |                   |
| 11.                                                                                  | 3 sierpnia 2023  | Rettenbach                | Supergigant     | Emma Eberhardt      | Šárka Abrahamová    | Eliška Rejchrtová |
| 12.                                                                                  | 4 sierpnia 2023  | Rettenbach                | Superkombinacja | Tina Hetfleisch     | Lara Teynor         | Gaia Cassone      |
| 13.                                                                                  | 5 sierpnia 2023  | Rettenbach                | Slalom          | Tina Hetfleisch     | Eliška Rejchrtová   | Lara Teynor       |
| 14.                                                                                  | 6 sierpnia 2023  | Rettenbach                | Gigant          | Lara Teynor         | Tina Hetfleisch     | Eliška Rejchrtová |
| 15.                                                                                  | 18 sierpnia 2023 | Tambre-Belluno            | Supergigant     | Šárka Abrahamová    | Tina Hetfleisch     | Emma Eberhardt    |
| 16.                                                                                  | 19 sierpnia 2023 | Tambre-Belluno            | Gigant          | Šárka Abrahamová    | Lara Teynor         | Emma Eberhardt    |
| 17.                                                                                  | 20 sierpnia 2023 | Tambre-Belluno            | Slalom          | Emma Eberhardt      | Tina Hetfleisch     | Šárka Abrahamová  |
| 18.                                                                                  | 15 września 2023 | Neudorf                   | Supergigant     | Eliška Rejchrtová   | Nicole Mastalli     | Emma Eberhardt    |
| 19.                                                                                  | 16 września 2023 | Neudorf                   | Slalom          | Eliška Rejchrtová   | Tina Hetfleisch     | Emma Eberhardt    |
| 20.                                                                                  | 17 września 2023 | Neudorf                   | Gigant          | Lara Teynor         | Johanna Wiesehütter | Eliška Rejchrtová |

## Klasyfikacje
| Lp. | Zawodniczka         | Punkty |
| --- | ------------------- | ------ |
| 1.  | Tina Hetfleisch     | 1421   |
| 2.  | Lara Teynor         | 1305   |
| 3.  | Emma Eberhardt      | 1200   |
| 4.  | Eliška Rejchrtová   | 1005   |
| 5.  | Šárka Abrahamová    | 830    |
| 6.  | Johanna Wiesehütter | 416    |
| 7.  | Anna Ježová         | 411    |
| 8.  | Federica Libardi    | 409    |
| 9.  | Gaia Cassone        | 317    |
| 10. | Nicole Mastalli     | 303    |

| Lp. | Zawodniczka         | Punkty |
| --- | ------------------- | ------ |
| 1.  | Tina Hetfleisch     | 680    |
| 2.  | Emma Eberhardt      | 550    |
| 3.  | Lara Teynor         | 500    |
| 4.  | Eliška Rejchrtová   | 470    |
| 5.  | Šárka Abrahamová    | 240    |
| 6.  | Federica Libardi    | 156    |
| 7.  | Anna Ježová         | 154    |
| 8.  | Fiona Weich         | 98     |
| 9.  | Johanna Wiesehütter | 90     |
| 10. | Gaia Cassone        | 85     |

| Lp. | Zawodniczka         | Punkty |
| --- | ------------------- | ------ |
| 1.  | Lara Teynor         | 460    |
| 2.  | Tina Hetfleisch     | 266    |
| 3.  | Šárka Abrahamová    | 220    |
| 4.  | Emma Eberhardt      | 210    |
| 5.  | Johanna Wiesehütter | 180    |
| 6.  | Eliška Rejchrtová   | 165    |
| 7.  | Gaia Cassone        | 135    |
| 8.  | Federica Libardi    | 127    |
| 9.  | Anna Ježová         | 111    |
| 10. | Federica Milesi     | 80     |

| Lp. | Zawodniczka         | Punkty |
| --- | ------------------- | ------ |
| 1.  | Emma Eberhardt      | 380    |
| 2.  | Šárka Abrahamová    | 320    |
| 3.  | Eliška Rejchrtová   | 290    |
| 4.  | Tina Hetfleisch     | 275    |
| 5.  | Lara Teynor         | 220    |
| 6.  | Nicole Mastalli     | 186    |
| 7.  | Anna Ježová         | 126    |
| 8.  | Johanna Wiesehütter | 110    |
| 9.  | Federica Libardi    | 100    |
| 10. | Gaia Cassone        | 97     |

| Lp. | Zawodniczka         | Punkty |
| --- | ------------------- | ------ |
| 1.  | Tina Hetfleisch     | 200    |
| 2.  | Lara Teynor         | 125    |
| 3.  | Eliška Rejchrtová   | 80     |
| 4.  | Emma Eberhardt      | 60     |
| 5.  | Šárka Abrahamová    | 50     |
| 6.  | Chantal Altmann     | 40     |
| 7.  | Johanna Wiesehütter | 36     |
| 8.  | Elena Iori          | 32     |
| 9.  | Fiona Weich         | 29     |
| 10. | Federica Libardi    | 26     |